# حي الرفعة الجنوبية
الرفعة الجنوبية هو من أقدم الأحياء في محافظة الأحساء في المنطقة الشرقية في المملكة العربية السعودية.

## الموقع
يقع حي الرفعة الجنوية في مدينة الهفوف بمحافظة الأحساء على مقربة من حي الصالحية وجنوب حي الكوت القديم.

## المرافق
مسجد الجديد بالرفعة الجنوبية، والمكتب التعاوني للدعوة والإرشاد وتوعية الجاليات، ومسجد بوخمسين، ومسجد الرقيات، وسوق القيصيرية، ومسجد القصيبي والمدرسة الأميرية.